# Ophrys peltieri
Ophrys peltieri är en orkidéart som beskrevs av René Charles Maire. Ophrys peltieri ingår i ofryssläktet, och familjen orkidéer. Inga underarter finns listade i Catalogue of Life.